# Sogyal Rinpoche
Sogyal Rinpoche, född 1947 i Kham i Tibet, död 28 augusti 2019 i Bangkok i Thailand, var en tibetansk dzogchenlama som tillhör nyingma-traditionen. Han har skrivit flera böcker, kanske mest känd för Tibetanska livs- och dödsboken som bygger på den Tibetanska dödsboken.